# Mombacho
Mombacho este un stratovulcan activ din Nicaragua, aflat lângă orașul Granada. Are 1344 metri înălțime. Rezervația naturală a vulcanului Mombacho este una dintre cele 78 arii protejate ale statului Nicaragua. Ultima erupție a vulcanului datează în anul 1570. Nu există dovezi istorice ale altor erupții anterioare.
Flora din jurul vulcanului este compusă din mai mult de 700 de specii de plante, printre care multe specii de orhidee.

## Imagini ale vulcanului Mombacho

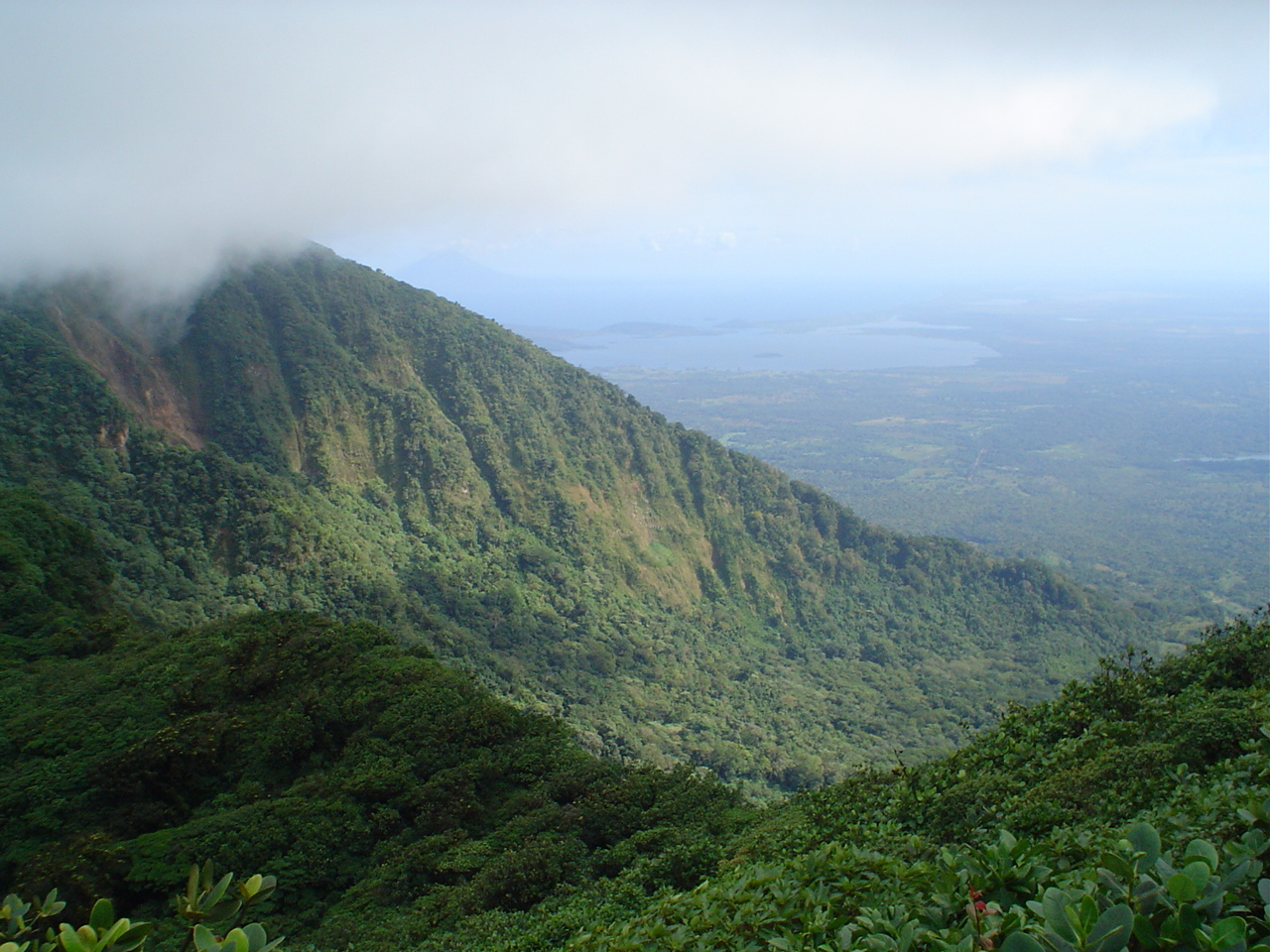
Creastă
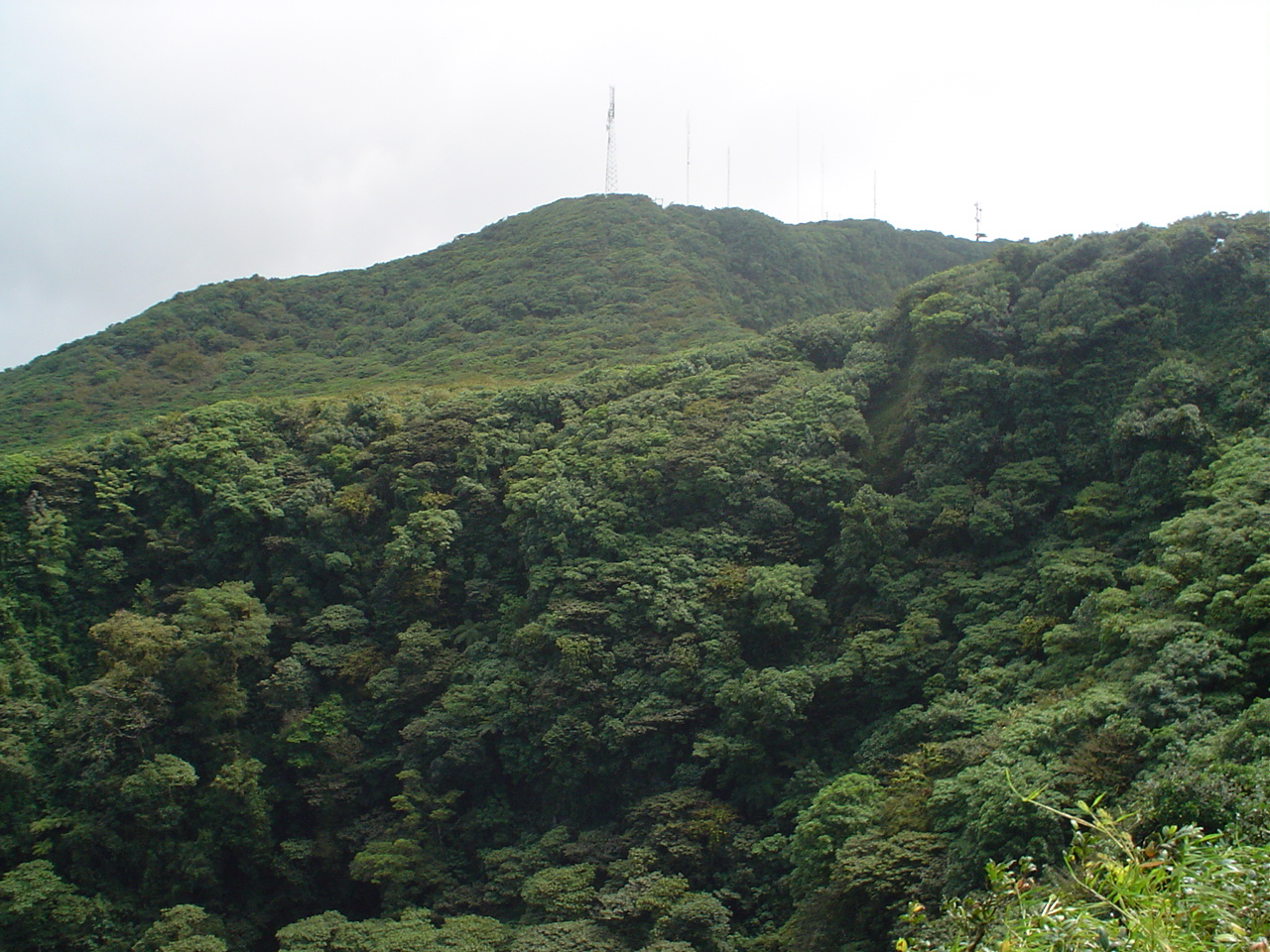
Crater
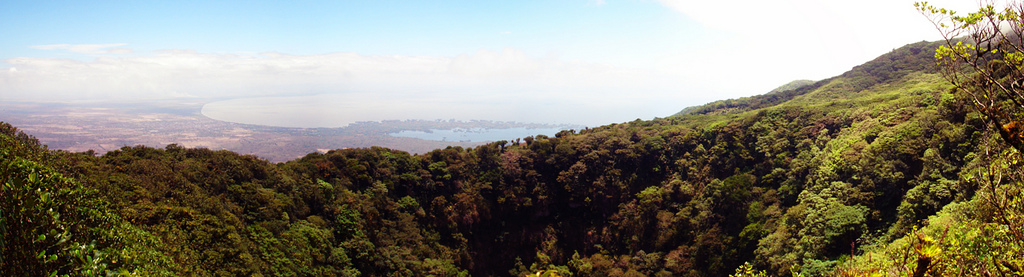
Panorama vulcanului Mombacho
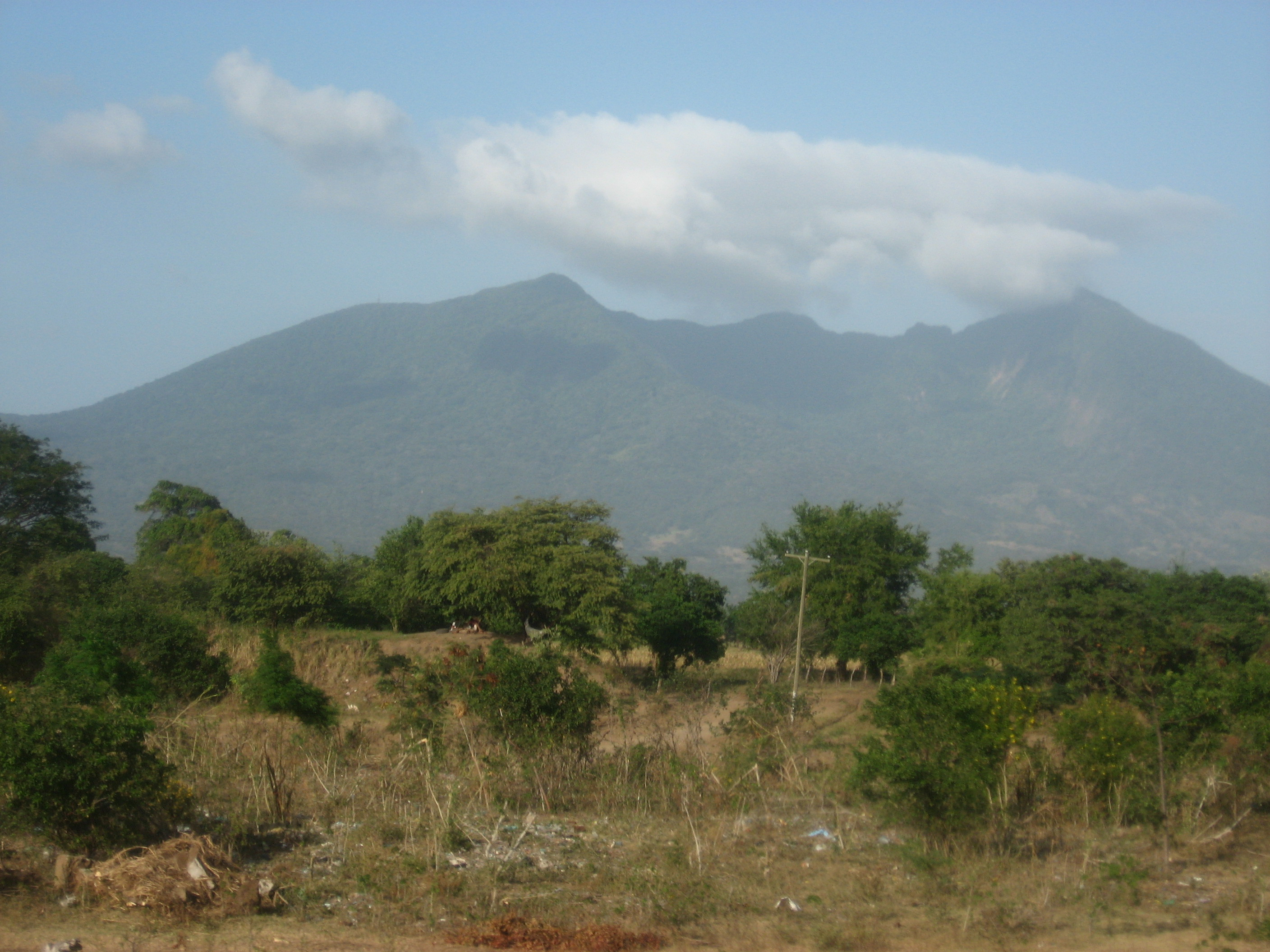
Mombacho de la distanţă
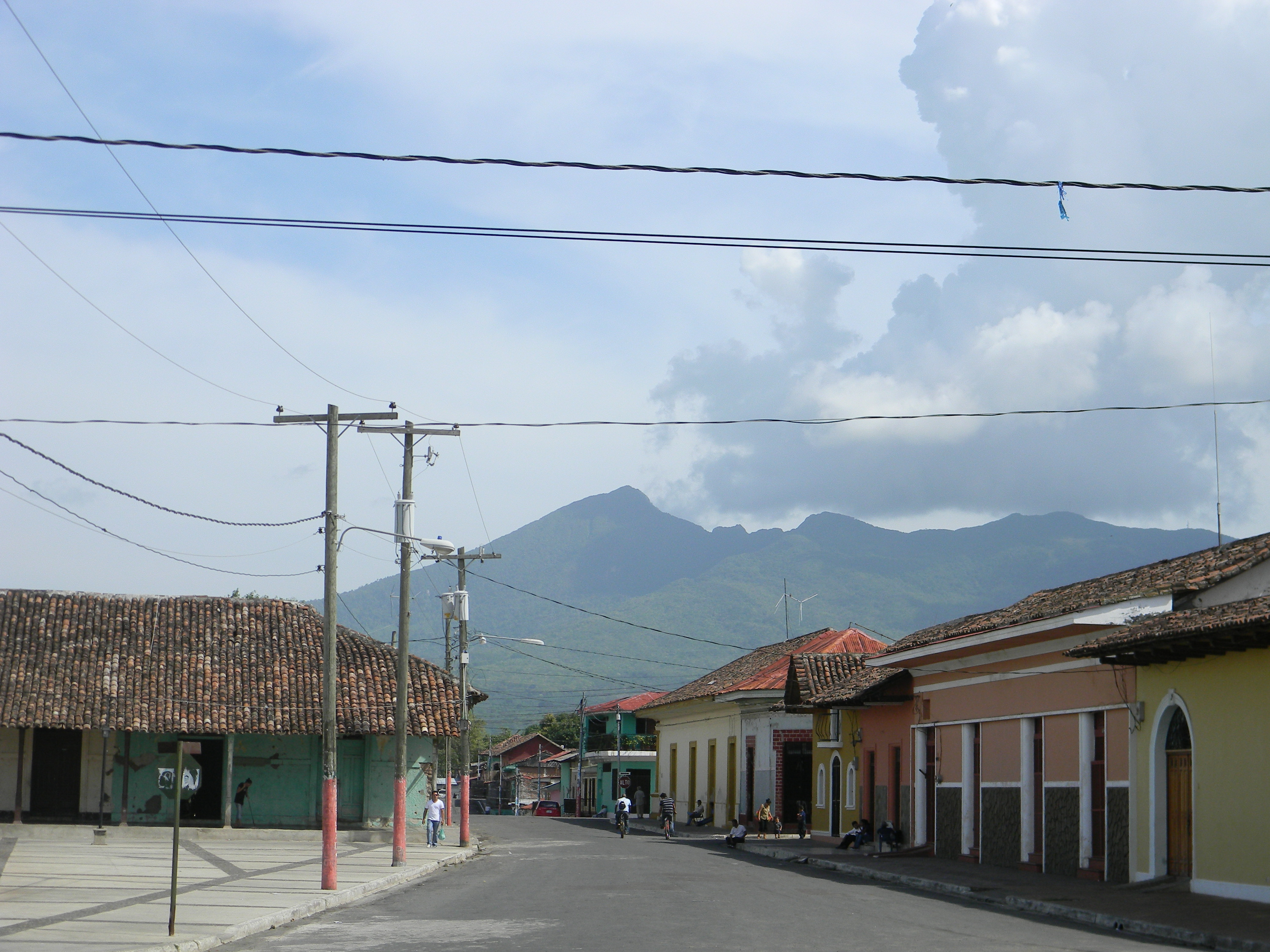
Vederea vulcanului de pe străzile oraşului Granada
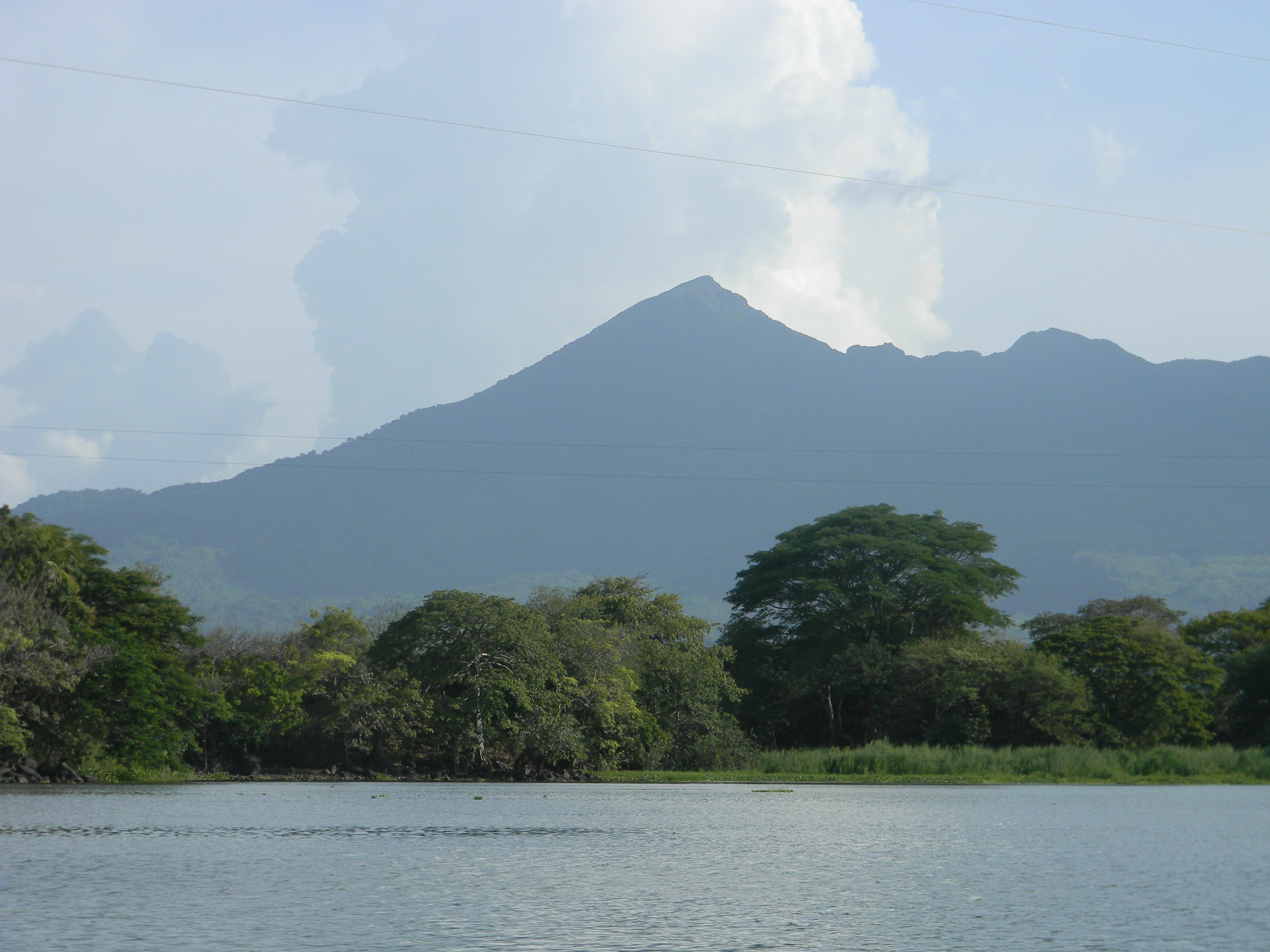
Vederea vulcanului de pe lacul Nicaragua